# Departementen van Kameroen

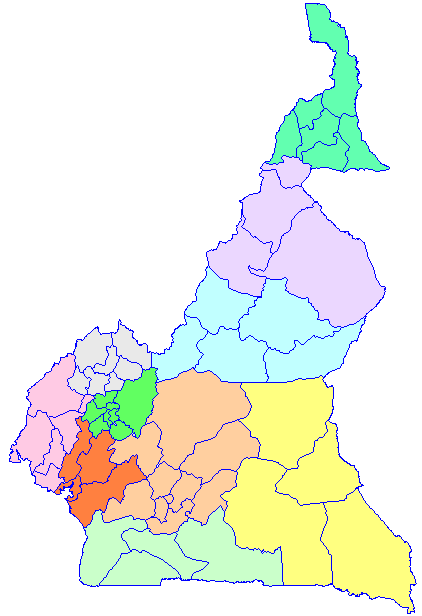
De departementen van Kameroen.

De tien regio's van Kameroen zijn opgedeeld in 58 departementen. Deze staan hieronder alfabetisch gegroepeerd per regio. Deze departementen zijn op hun beurt verder verdeeld in arrondissementen en districten. Op lokaal niveau bestaan de stedelijke gemeenschappen (communauté urbaine/urban community), arrondissementsgemeenten (commune d'arrondissement), stedelijke gemeenten (commune urbaine/urban commune) en de plattelandsgemeenten. (commune rurale/rural commune)

## Adamaoua
- Djerem
- Faro-et-Déo
- Mayo-Banyo
- Mbéré
- Vina

## Centre
- Haute-Sanaga
- Lekié
- Mbam-et-Inoubou
- Mbam-et-Kim
- Méfou-et-Afamba
- Méfou-et-Akono
- Mfoundi
- Nyong-et-Kéllé
- Nyong-et-Mfoumou
- Nyong-et-So'o

## Est
- Boumba-et-Ngoko
- Haut-Nyong
- Kadei
- Lom-et-Djerem

## Extrême-Nord
- Diamaré
- Logone-et-Chari
- Mayo-Danay
- Mayo-Kani
- Mayo-Sava
- Mayo-Tsanaga

## Littoral
- Moungo
- Nkam
- Sanaga-Maritime
- Wouri

## Nord
- Bénoué
- Faro
- Mayo-Louti
- Mayo-Rey

## Nord-Ouest
- Boyo
- Bui
- Donga-Mantung
- Menchum
- Mezam
- Momo
- Ngo-Ketunjia

## Sud
- Dja-et-Lobo
- Mvila
- Océan
- Vallée-du-Ntem

## Sud-Ouest
- Fako
- Kupe-Manenguba
- Lebialem
- Manyu
- Meme
- Ndian

## Ouest
- Bamboutos
- Haut-Nkam
- Hauts-Plateaux
- Koung-Khi
- Menoua
- Mifi
- Ndé
- Noun